# Lundpadderok
Lundpadderok (Equisetum pratense), ofte skrevet lund-padderok, er en sporeplante, der vokser på fugtig bund i skove, på skrænter og tørre enge. De grønne sommerskud er 10-50 cm høje. Hele planten indeholder kiselsyre i form af små, skarpe krystaller, der udskilles på ydersiden af cellerne.

## Beskrivelse
Lundpadderok er en flerårig plante med en opret vækst. Planten danner to slags oprette eller opstigende skud: Forårsskud, som er bleggrønne, og som danner sporer, og som først danner grenkranse under modningen af sporerne. På disse skud sidder de endestillede, kogleagtige sporehuse. Sommerskuddene er derimod friskgrønne. Alle skud er furede, leddelte og hule (undtagen ved leddene). Fra hovedskuddets led dannes der kransstillede sideskud, der er bygget ganske som hovedskuddet. Bladene er bittesmå og skælformede, og de sidder i kranse ved leddene enten på hovedskuddet eller på sideskuddene.
Neddykkede dele af skuddene er oftest rødbrune. Rodnettet består af et vidt forgrenet netværk af jordstængler og spinklere trævlerødder.
Højde x bredde: 0,50 x 0,30 m.

## Kendetegn
Lundpadderok ligner agerpadderok, men sideskuddene er trekantet vingede hos lundpadderok. Desuden er bladskedernes tænder tiltrykte.

## Voksested
Arten er udbredt i Nordamerika, Østasien, Sibirien og Europa. I Danmark findes den især i de østlige dele. Den foretrækker fugtig bund i skove, på skrænter og tørre enge.
I habitatområde nr. 159 på Nordbornholm vokser arten sammen med bl.a. alm. fredløs, kattehale, alm. mjødurt, pindsvineknop, bukkeblad, dansk ingefær, duskfredløs, engrottehale, engkarse, glanskapslet siv, grøn mynte, gul iris, hamphjortetrøst, hyldebladet baldrian, kærgaltetand, skavgræs, sværtevæld, svømmende vandaks, tormentil, vandmynte og vejbredskeblad
| Portal | Portal:Botanik |

## Note
1. ↑  Vand og natur: NATURA 2000-basisanalyse for Habitatområde nr. 159: Spællinge Ådal, Døndal og Helligdomsklipperne